# Heribert Kentenich
Heribert Kentenich (* 1946 in Bergheim) ist ein deutscher Gynäkologe, Geburtshelfer und Reproduktionsmediziner. Er war Chefarzt der DRK-Frauenklinik in Berlin-Westend und Professor an der Humboldt-Universität zu Berlin.

## Leben
Kentenich wuchs in Bergisch Gladbach auf. Mitte der 1960er Jahre kam er nach Berlin.

### Wissenschaftliche Laufbahn
Heribert Kentenich studierte Medizin an der Freien Universität Berlin und erhielt im Jahr 1975 seine Approbation. 1983 wurde er an der Freien Universität für seine Arbeit zum Thema „‚Natürliche Geburt‘ in der Klinik. Zum Verhalten von Frauen während Schwangerschaft, Geburt und Wochenbett“ mit der Bewertung Magna cum laude promoviert. Von 1975 bis 1984 arbeitete er am Evangelischen Waldkrankenhaus in Spandau.
Seine Anerkennung als Arzt für Frauenheilkunde und Geburtshilfe erhielt er 1984. Von 1987 bis 1995 war Kentenich leitender Oberarzt an der Frauen- und Poliklinik am Universitätsklinikum Rudolf Virchow am Standort Charlottenburg. 1989 wurde er habilitiert zum Thema „Die In-vitro-Fertilisation im Rahmen einer Kinderwunschsprechstunde unter besonderer Berücksichtigung psychosozialer Gesichtspunkte“. Von 1995 bis 2011 war er Chefarzt der DRK-Frauenklinik in Berlin-Westend, seit 1995 ist er zudem außerordentlicher Professor der Humboldt-Universität zu Berlin. Dort  arbeitet er im Bereich Gynäkologische Endokrinologie und Reproduktionsmedizin im Fertility Center Berlin.
Die Schwerpunkte seiner Arbeit sind die Reproduktionsmedizin sowie die Psychosomatische Frauenheilkunde.
Die Ärztekammer Berlin verlieh ihm 2018 die Georg-Klemperer-Ehrenmedaille „für besondere Verdienste in der Patientenversorgung Berlins“.

### Funktionen
Kentenich übt zahlreiche Funktionen in wissenschaftlichen Institutionen und Beratungsgremien aus. So ist er bereits seit 1989 Mitglied des Wissenschaftlichen Beirates der Deutschen Gesellschaft für Psychosomatische Gynäkologie und Geburtshilfe sowie der Ethikkommission der Ärztekammer Berlin. Von 1990 bis 2005 war er Mitglied des Vorstands der Deutschen Gesellschaft für Psychosomatische Gynäkologie und Geburtshilfe, deren Präsident er von 1993 bis 1999 war. Gleichzeitig war er von 1990 bis 1996 Mitglied des Advisory Committee und von 2005 bis 2009 Mitglied des Executive Committee der European Society of Human Reproduction and Embryology. In dieser Gesellschaft leitete der die Interessensgruppe „Psychology and Counselling“. Von 2003 bis 2006 war er Präsident und von 2009 bis 2010 Mitglied des Wissenschaftlichen Beirates der Deutschen Gesellschaft für Geburtshilfe und Gynäkologie in Berlin. Von 2006 bis 2011 war er Mitglied des Wissenschaftlichen Beirats der Bundesärztekammer und seit 2007 Vorsitzender des Arbeitskreises „Offene Fragen der Reproduktionsmedizin“ bei der Bundesärztekammer.
Seit 2000 ist Kentenich Mitglied der Schriftleitung und seit 2002 Wissenschaftlicher Beirat beim „Journal für Gynäkologische Endokrinologie“ außerdem ist er Wissenschaftlicher Beirat der Zeitschriften „Gynäkologische Praxis“ (2003 bis 2006) und „Sexuologie“ (seit 2006). Von 2006 bis 2010 war er zudem Associate Editor der Zeitschrift „Human Reproduction“.

## Schriften
- Heribert Kentenich: „Natürliche Geburt“ in der Klinik: zum Verhalten von Frauen während Schwangerschaft, Geburt und Wochenbett. Freie Universität Berlin, 1983 (Dissertation)
- Heribert Kentenich, Manfred Stauber und Dietmar Richter: Psychosomatische Geburtshilfe und Gynäkologie. Springer, Berlin 1999
- Heribert Kentenich (Hrsg.): Mythos Geburt und weitere Beiträge der Jahrestagung Psychosomatische Gynäkologie und Geburtshilfe 1995/96. Seminarkongress für Psychosomatische Gynäkologie und Geburtshilfe in Basel; Psychosozial-Verlag, Giessen 1996
- Heribert Kentenich (Hrsg.): Zwischen zwei Kulturen. Verlagsgesellschaft Gesundheit, Berlin 1984 und Mabuse, Frankfurt/Main 1990.